# 도봉산 두꺼비바위
두꺼비바위는 도봉산 원도봉계곡에 있는 바위로 중생대 쥐라기 대보 화강암으로 구성된 화강암 바위이다. 두꺼비의 머리앞 부분을 닮아서 이름이 붙여졌다.

## 위치
두꺼비바위는 원도봉계곡에 위치해 있는데, 이 계곡의 중간지점에 보이는 이 바위는 등산로에서 벗어난 우측 능선에 위치해 있어 가까이에서 볼 수는 없다. 하지만 등사지도에도
소개되어 있어 어디인지 쉽게 알수 있을 정도로 명물이다.

## 원도봉계곡
계곡은 다락능선의 북쪽에 위치한 것으로 포대능선의 동쪽 산중턱에 위치해 있는 망월사로 가는 길을 거치는 계곡이다.